# The Breathtaking Blue
«The Breathtaking Blue» — третий студийный альбом группы Alphaville, вышедший в 1989 году, над альбомом принимал участие Клаус Шульце (Tangerine Dream). С альбома вышло 3 сингла: Romeos, Summer Rain, The Mysteries of Love. Альбом стал намного менее коммерчески успешен, чем предшествующие. Сборник клипов «Songlines» к этому альбому вышел в 1990 году. Релиз на CD стал одним из первых коммерческих релизов в данном формате.

## Выпуск альбома
Работа над альбомом была сложной, вокалист Мариан Гольд позже сказал: «во время работы я видел группу в условиях перманентного кризиса. Были постоянные конфликте в группе. … Разъяренные звуки гитары во время интро, являются подлинным свидетельством реального духа производства.»

## Список композиций
1. «Summer Rain» — 4:10
2. «Romeos» — 5:29
3. «She Fades Away» — 4:57
4. «The Mysteries of Love» — 4:55
5. «Ariana» — 3:42
6. «Heaven or Hell» — 3:27
7. «For a Million» — 6:09
8. «Middle of the Riddle» — 3:19
9. «Patricia’s Park» — 4:12
10. «Anyway» — 2:48

Многие из треков альбома в формате ремикса, инструментальной или демоверсии, присутствуют в альбоме 1999 года — «Dreamscapes».

## Обложка альбома
Обложка альбома является композицией из двух работ: первая из которых «Вавилонская башня» Питера Брейгеля; вторая — «Синее Солнце». Лицо в синем солнце приписывают Микеланджело, от Сивиллы на потолке Сикстинской капеллы. Ореол солнечных лучей неизвестного происхождения. Год «1989» (год, в котором был выпущен альбом) отображается римскими цифрами в нижней части обложки. Задняя обложка имеет рисунок фараона Эхнатона и царицы Нефертити.

## Синглы
- 1989 — Romeos
- 1989 — Summer Rain
- 1990 — The Mysteries of Love

## Участники
- Мариан Гольд — вокал, автор слов
- Бернхард Ллойд — клавишные, аранжировки
- Рики Эколетте — гитара, музыка
- Клаус Шульце — продюсер